# شهرستان شمپین (اوهایو)
شهرستان شمپین، اوهایو (به انگلیسی: Champaign County, Ohio) یک سکونتگاه مسکونی در ایالات متحده آمریکا است که در اوهایو واقع شده‌است.